# Оксид иттрия
Оксид иттрия — бинарное неорганическое соединение металла иттрия и кислорода с формулой Y2O3, бесцветные (белые) кристаллы, нерастворимые в воде.

## Получение
- Горение металлического иттрия на воздухе:

{\displaystyle {\mathsf {4Y+3O_{2}\ {\xrightarrow {425-760^{o}C}}\ 2Y_{2}O_{3}}}}
- Разложение гидроксида, нитрата, сульфата, карбоната или оксалата иттрия:

{\displaystyle {\mathsf {2Y(OH)_{3}\ {\xrightarrow {>200^{o}C}}\ Y_{2}O_{3}+3H_{2}O}}}
{\displaystyle {\mathsf {4Y(NO_{3})_{3}\ {\xrightarrow {>420^{o}C}}\ 2Y_{2}O_{3}+12NO_{2}+3O_{2}}}}
{\displaystyle {\mathsf {Y_{2}(SO_{4})_{3}\ {\xrightarrow {900-1100^{o}C}}\ Y_{2}O_{3}+SO_{3}+2SO_{2}+O_{2}}}}
{\displaystyle {\mathsf {Y_{2}(CO_{3})_{3}\ {\xrightarrow {1100^{o}C}}\ Y_{2}O_{3}+3CO_{2}}}}
{\displaystyle {\mathsf {Y_{2}(C_{2}O_{4})_{3}\ {\xrightarrow {560^{o}C}}\ Y_{2}O_{3}+3CO_{2}+3CO}}}

## Физические свойства
Оксид иттрия образует бесцветные (белые) кристаллы кубической сингонии, пространственная группа I a3, параметры ячейки a = 1,061 нм, Z = 16.
При 2277 °С переходит в фазу с
гексагональной сингонией, пространственная группа P 3m1, параметры ячейки a = 0,381 нм, c = 0,609 нм, Z = 1.
При температуре 550 °С и давлении 3,5 МПа переходит в фазу с
моноклинной сингонией.

## Химические свойства
- Реагирует с жидкой водой (под давлением):

{\displaystyle {\mathsf {Y_{2}O_{3}+3H_{2}O\ {\xrightarrow {<350^{o}C}}\ 2Y(OH)_{3}}}}
{\displaystyle {\mathsf {Y_{2}O_{3}+H_{2}O\ {\xrightarrow {>350^{o}C}}\ 2YO(OH)}}}
- Реагирует с кислотами:

{\displaystyle {\mathsf {Y_{2}O_{3}+6HCl\ {\xrightarrow {}}\ 2YCl_{3}+3H_{2}O}}}
- Из воздуха поглощает углекислый газ с образованием основного карбоната:

{\displaystyle {\mathsf {Y_{2}O_{3}+2CO_{2}+H_{2}O\ {\xrightarrow {}}\ 2YCO_{3}(OH)}}}
- При нагревании реагирует с газообразным сероводородом:

{\displaystyle {\mathsf {Y_{2}O_{3}+3H_{2}S\ {\xrightarrow {1050-1200^{o}C}}\ Y_{2}S_{3}+H_{2}O}}}
- В присутствии восстановителей реагирует с хлором:

{\displaystyle {\mathsf {Y_{2}O_{3}+3Cl_{2}+3C\ {\xrightarrow {750-850^{o}C}}\ 2YCl_{3}+3CO}}}

## Применение
- Высокотемпературная керамика, огнеупор.
- Компонент специальных стёкол.
- Люминофор в кинескопах.
- В синтетических гранатах.